# L.E.F.
L.E.F. – (skrót od Loud, Electronic, Ferocious) album Ferry'ego Corstena wydany w maju 2006 roku.

## Lista Utworów
1. Intro – 0:59
2. Are You Ready – 5:42
3. Fire (feat. Simon Le Bon) – 4:31
4. L.E.F. – 3:24
5. Into the Dark (feat. Howard Jones) – 5:43
6. Galaxia – 7:31
7. Beautiful (feat. Debra Andrew) – 5:54
8. Possession (feat. Denise Stahlie) – 5:49
9. On My Mind (feat. Denise Stahlie) – 4:47
10. Down on Love (feat. Oz) – 4:56
11. Forever (feat. Debra Andrew) – 3:21
12. Watch Out – 4:00
13. Junk (feat. Guru) – 2:37
14. Cubikated – 4:59
15. Freefalling (feat. Denise Stahlie) – 5:28
16. Daylight – 4:33